# DOROTHY
『DOROTHY』（ドロシー）は、鬼束ちひろの5枚目のオリジナルアルバム。

## 解説
2009年10月28日に発売。作詞・作曲は鬼束ちひろ、編曲・音楽プロデュースは坂本昌之。
4枚目のアルバム『LAS VEGAS』から2年振りとなるアルバム。シングル曲「X」「ラストメロディー」「帰り路をなくして」「陽炎」4曲を含む全11曲収録。元々はPV集DVD『HARD RED FANTASIA』との同時発売が予定されていたが、DVDが発売直前で発売延期となったため、本作単一での発売となった。シングル「帰り路をなくして」以降の本人非稼動のプロモーション活動は本作においても続き、一切のプロモーション活動は行われなかった。
5曲目の「STEAL THIS HEART」には、アルバムのリード曲としてPVが制作された。これはアルバム『Sugar High』収録曲「King of Solitude」以来久々となるアルバム曲PVの撮り下ろしとなった。PVでは鬼束はKiller KG-PRIME oil painted rasta（高崎晃モデル）ギターを演奏している。PVにはタレントで歌手のマイケル・リーヴァスが出演している。

## 収録曲
- 全作詞・作曲：鬼束ちひろ、全編曲：坂本昌之

1. A WHITE WHALE IN MY QUIET DREAM(1:24)
2. 陽炎(5:58)
17thシングル
3. X(5:02)
15thシングル
4. ストーリーテラー(5:41)
5. STEAL THIS HEART(4:41)
6. I Pass By(3:21)
16thシングルのカップリング
シングルに収録されたものとはアレンジが異なる。
7. 帰り路をなくして(6:55)
16thシングル
イントロに弦楽器のパートが追加されたアルバムバージョン
8. Losing a distance(5:15)
9. ラストメロディー(4:57)
15thシングル
10. 蛍(5:59)
14thシングル
シネカノン配給映画『ラストゲーム 最後の早慶戦』主題歌
11. VENUS(7:19)